# 徐福ノ宮
徐福ノ宮（じょふくのみや）は、三重県熊野市波田須町にある徐福を祀る神社である。和歌山県新宮市に徐福を記念する徐福公園がある。
神社合祀により一旦は廃社となるが、1957年（昭和32年）に元の社地にて再興した。

## 境内
波田須町の矢賀（やいか）集落の中にある「マルヤマ」（丸山）と呼ばれる小高い丘の上に鎮座する。社地からは茶碗のかけらが発掘されており、徐福が焼き物の作り方を伝えたという伝説を補強するものとなっている。境内にある大きなクスノキは2代目であり、合祀される前の神社は巨木群に囲まれていた。
徐福神社を構成する神社建築は本殿と鳥居のみである。社地のマルヤマの北側には蓬萊山と呼ばれる山がある。

## 歴史
創建は不詳であるが、鶴岡八幡宮の創建を記念してその翌年の康平7年（1064年）に創建された波田須神社よりも前から存在したとされる。徐福神社では稲荷神社を合わせて祀っていた。
1907年（明治40年）6月22日に波田須神社に合祀され、一旦は廃社となる。社地であった丸山には、「徐福之墓」と刻まれた碑のみが残されたが、「中国人」を神として祀っていることを伏せて住民は密かに信仰を続けたという。
1957年（昭和32年）4月に波田須神社から分祀され、旧社地にて徐福神社が復興した。復興以来、徐福伝説の研究家や華僑など地域住民以外の参拝者が増加した。
1960年代に徐福ノ宮の参道修復工事中に古い貨幣が発見された。2002年（平成14年）11月になって中国人学者の鑑定によって秦代の半両銭であることが判明した。

## 波田須の徐福伝説
徐福の伝説が残る場所は日本国内に20か所以上も存在するが、波田須町には上陸地であることを裏付けるものが数多く伝わり、有力な場所とされる。また多くの地域では徐福のことを「徐福さん」と親しみを込めて呼ぶのに対し、波田須町では「徐福さま」と呼んで神格化しているところに特色がある。波田須の徐福伝説は次の通りである。
| 「 | 徐福の一行は数十艘で出航したが、途中で台風に遭い、徐福を乗せた船だけが波田須に流れ着いた。当時の波田須には3軒しか家がなかったが、この3軒は徐福らの世話を行った。当地に上陸した徐福は中国への帰国を諦め、「秦」に由来する「ハタ」と読む姓（波田、羽田、畑など）を名乗り、窯を作り焼き物の作り方を村人に教えた。さらに土木事業、農耕、捕鯨、医薬品、製鉄など、この地域になかった文明を次々と伝授した。このため住民は、徐福を神として崇めた。 | 」 |

## 祭礼
例祭は波田須神社と同じ11月5日である。波田須神社の例祭同様、特別な祭祀が行われることはなく、七五三参りや餅まきが行われる程度である。
徐福ノ宮がある波田須町の矢賀集落では、春分の日に浜辺で徐福の遭難供養行事を営んでいる。

## 交通
- 東海旅客鉄道（JR東海）紀勢本線熊野市駅から自動車で国道42号を大泊方面へ、国道311号を波田須方面へ約20分[14]。
  - 駐車場は3台分ある（無料）[14]。
- 東海旅客鉄道（JR東海）紀勢本線波田須駅下車、徒歩15分（0.9km）[16]。